# Groupama-FDJ/Saison 2025
Diese Liste beschreibt die Mannschaft und die Siege des Radsportteams Groupama-FDJ in der Saison 2025.

## Mannschaft
| Teamkader 2025                       | Teamkader 2025     | Teamkader 2025         | Teamkader 2025                                |
| Name                                 | Geburtsdatum       | Land                   | Vorheriges Team                               |
| ------------------------------------ | ------------------ | ---------------------- | --------------------------------------------- |
| Lewis Askey                          | 4. Mai 2001        | Vereinigtes Königreich | Équipe continentale Groupama-FDJ (2021)       |
| Cyril Barthe                         | 14. Februar 1996   | Frankreich             | Burgos-BH (2023)                              |
| Clément Braz Afonso                  | 8. November 1999   | Frankreich             | CIC U Nantes Atlantique (2024)                |
| Sven Erik Bystrøm                    | 21. Januar 1992    | Norwegen               | Intermarché-Circus-Wanty (2023)               |
| Rémi Cavagna                         | 10. August 1995    | Frankreich             | Movistar Team (2024)                          |
| Clément Davy                         | 17. Juli 1998      | Frankreich             | Équipe continentale Groupama-FDJ (2020)       |
| Tom Donnenwirth                      | 19. Januar 1998    | Frankreich             | Decathlon AG2R La Mondiale Development (2024) |
| David Gaudu                          | 10. Oktober 1996   | Frankreich             | Côtes d'Armor-Marie Morin (2016)              |
| Kevin Geniets                        | 9. Januar 1997     | Luxemburg              | Équipe continentale Groupama-FDJ (2019)       |
| Lorenzo Germani                      | 3. März 2002       | Italien                | Équipe continentale Groupama-FDJ (2022)       |
| Romain Grégoire                      | 21. Januar 2003    | Frankreich             | Équipe continentale Groupama-FDJ (2022)       |
| Thibaud Gruel                        | 1. Mai 2004        | Frankreich             | Équipe continentale Groupama-FDJ (2024)       |
| Johan Jacobs                         | 1. März 1997       | Schweiz                | Movistar Team (2024)                          |
| Stefan Küng                          | 16. November 1993  | Schweiz                | BMC Racing Team (2018)                        |
| Olivier Le Gac                       | 27. August 1993    | Frankreich             | BIC 2000 (2014)                               |
| Eddy Le Huitouze                     | 3. April 2003      | Frankreich             | Équipe continentale Groupama-FDJ (2023)       |
| Valentin Madouas                     | 12. Juli 1996      | Frankreich             | BIC 2000 (2016)                               |
| Guillaume Martin                     | 9. Juni 1993       | Frankreich             | Cofidis (2024)                                |
| Rudy Molard                          | 17. September 1989 | Frankreich             | Cofidis, Solutions Crédits (2016)             |
| Quentin Pacher                       | 6. Januar 1992     | Frankreich             | B&B Hotels p/b KTM (2021)                     |
| Enzo Paleni                          | 30. Mai 2002       | Frankreich             | Équipe continentale Groupama-FDJ (2022)       |
| Paul Penhoët                         | 28. Dezember 2001  | Frankreich             | Équipe continentale Groupama-FDJ (2022)       |
| Rémy Rochas                          | 18. Mai 1996       | Frankreich             | Cofidis (2023)                                |
| Brieuc Rolland                       | 13. September 2003 | Frankreich             | Équipe continentale Groupama-FDJ (2024)       |
| Clément Russo                        | 20. Januar 1995    | Frankreich             | Arkéa-Samsic (2023)                           |
| Lars van den Berg (1. Jan.–13. Mär.) | 7. Juli 1998       | Niederlande            | Équipe continentale Groupama-FDJ (2020)       |
| Matthew Walls                        | 20. April 1998     | Vereinigtes Königreich | Bora-Hansgrohe (2023)                         |
|                                      |                    |                        |                                               |
| Quelle: ProCyclingStats              |                    |                        |                                               |

## Siege
| Siege    | Siege                   | Siege      | Siege  | Siege           | Siege |
| Datum    | Rennen                  | Staat      | Klasse | Sieger          |       |
| -------- | ----------------------- | ---------- | ------ | --------------- | ----- |
| 10. Feb. | Tour of Oman, 3. Etappe | Oman       | 2.Pro  | David Gaudu     |       |
| 1. Mär.  | Faun-Ardèche Classic    | Frankreich | 1.Pro  | Romain Grégoire |       |

## UCI-Weltranglisten-Platzierungen
| UCI-Ranking | UCI-Ranking | UCI-Ranking | UCI-Ranking |
| Fahrer      | Fahrer      | Land        | Punkte      |
| ----------- | ----------- | ----------- | ----------- |